# Тельтов-Флеминг (район)
Те́льтов-Фле́минг (нем. Teltow-Fläming) — район в Германии. Центр района — город Луккенвальде. Район входит в землю Бранденбург. Занимает площадь 2092 км². Население — 161,5 тыс. чел. (2010). Плотность населения — 77 человек/км².
Официальный код района — 12 0 72.
Район подразделяется на 16 общин.

## Города и общины
1. Бланкенфельде-Малов (25 621)
2. Людвигсфельде (24 026)
3. Луккенвальде (20 517)
4. Цоссен (17 596)
5. Йютербог (12 748)
6. Рангсдорф (10 507)
7. Треббин (9310)
8. Гросберен (7468)
9. Нуте-Урштромталь (6834)
10. Ам-Меллензе (6532)
11. Нидергёрсдорф (6293)
12. Даме (5368)
13. Барут (4174)
14. Нидерер-Флеминг (3299)
15. Илов (775)
16. Даметаль (479)

(30 сентября 2010)